# Quartissimo
I Quartissimo sono un quartetto d'archi sloveno formato nel 2009 da Žiga Cerar, Matjaž Bogataj, Luka Dukarić e Samo Dervišić.
Hanno rappresentato la Slovenia all'Eurovision Song Contest 2009 con il brano Love Symphony, in collaborazione con la cantante Martina Majerle.

## Carriera
I Quartissimo si sono formati ad hoc per partecipare ad EMA 2009, il processo di selezione del rappresentante eurovisivo sloveno. I suoi quattro membri erano già affermati nella scena della musica classica nazionale. Žiga Cerar, primo violino, già membro dell'Orchestra di Colonia, è dal 2004 membro dell'Orchestra Filarmonica Slovena. Hanno presentato il loro inedito Love Symphony ad EMA il 31 gennaio e il 1º febbraio 2009, accompagnati dalla cantante croata Martina Majerle, e sono risultati i quarti preferiti dal televoto e i primi classificati nel voto della giuria, ottenendo abbastanza punti da vincere l'intera selezione. Nella seconda semifinale dell'Eurovision Song Contest 2009, che si è tenuta il successivo 14 maggio a Mosca, si sono piazzati al 16º posto su 19 partecipanti con 14 punti ottenuti, non riuscendo a qualificarsi per la finale.

## Formazione
- Žiga Cerar – primo violino
- Matjaž Bogataj – secondo violino
- Luka Dukarić – viola
- Samo Dervišić – violoncello

## Discografia

### Singoli
- 2009 - Love Symphony